# Brizoides graminea
Brizoides graminea är en insektsart som beskrevs av Ludwig Redtenbacher 1906. Brizoides graminea ingår i släktet Brizoides och familjen Pseudophasmatidae. Inga underarter finns listade.